# Apeadeiro de Conceição
O Apeadeiro de Conceição é uma interface da Linha do Algarve, que serve a localidade de Conceição, no município de Tavira, em Portugal.

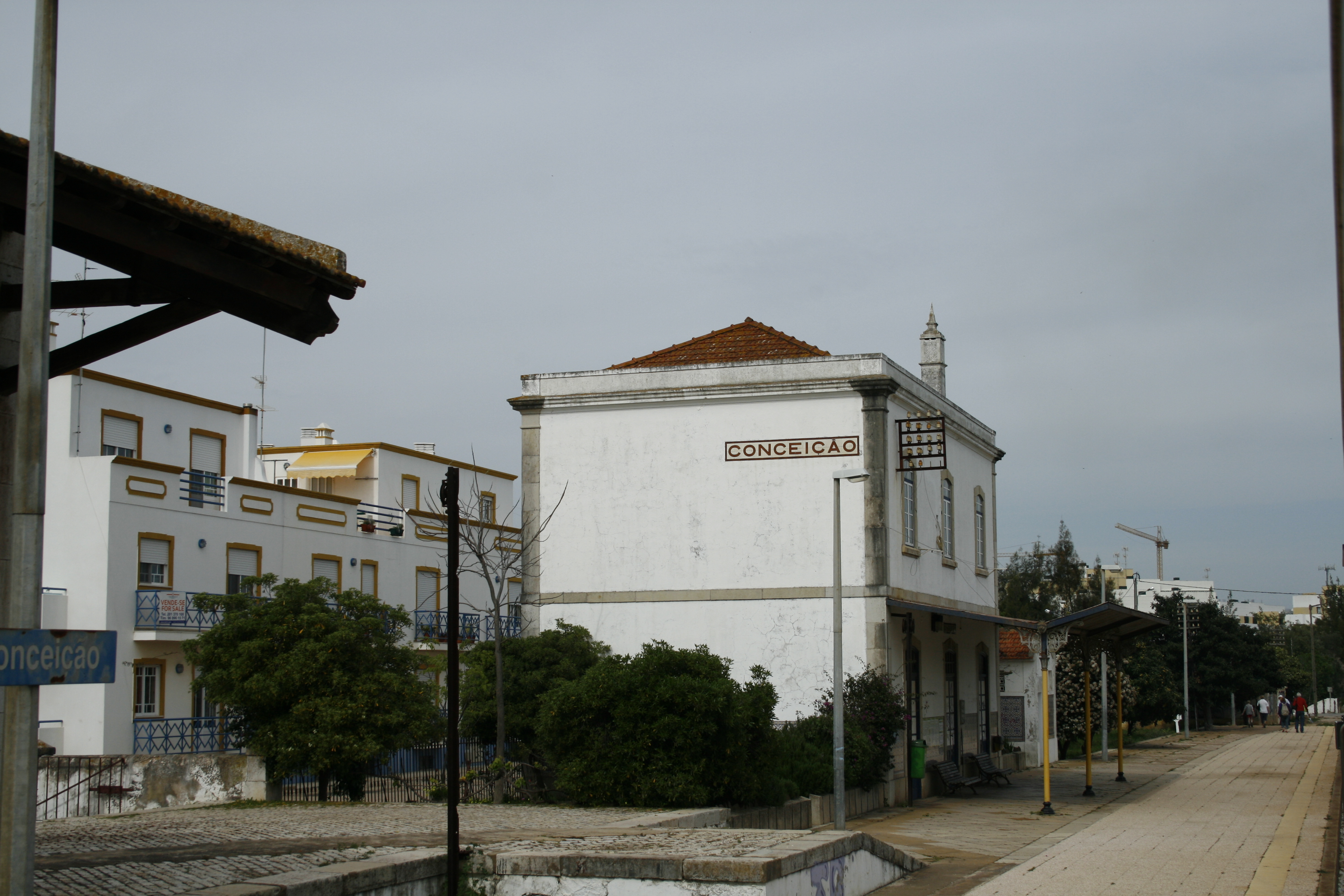
Estação de Conceição, em 2010.

## Descrição

### Localização e acessos
Esta interface situa-se na localidade de Conceição de Tavira, na sua Rua da Estação — arruamento em beco com 125 m de extensão que entronca na Rua Capitão Jorge Ribeiro; nesta artéria circula a carreira de transporte público rodoviário coletivo Vamus Algarve n.º 41, da responsabilidade de EVA Transportes, mas as paragens mais próximas situam-se respetivamente a 355 m (Cabanas de Tavira) e a 516 m (Rotunda EN125).

### Infraestrutura
Como apeadeiro em linha em via única, esta interface tem uma só plataforma, que tem 118 m de comprimento e 685 mm de altura, e se situa do lado noroeste da via (lado esquerdo do sentido ascendente, para Vila Real de Santo António).

### Serviços
Em dados de 2023, esta interface é servida por comboios de passageiros da C.P. de tipo regional tipicamente com treze circulações diárias de Faro a Vila Real de Santo António e doze no sentido oposto.

## História
A Gazeta dos Caminhos de Ferro de 16 de Junho de 1905 noticiou que as obras de construção do lanço entre Tavira e Cacela estavam atrasadas, pelo que não iria abrir em breve o troço até à gare de Conceição, como estava previsto. Este lanço entrou ao serviço em 14 de Abril de 1906, em conjunto com o tramo até Vila Real de Santo António, sendo então considerado como parte do Caminho de Ferro do Sul; Conceição fazia já parte, com a categoria de estação, do elenco original de interfaces.

Em 1988 este interface tinha ainda categoria de estação, tendo sido despromovido a apeadeiro antes de 2011.